# 海濱站 (香港)
海濱站（英語：Harbour Station），是一座位於香港香港島灣仔區灣仔海濱長廊第四期水上運動及康樂主題區的鐵路車站。海濱站是為了紀念港鐵東鐵綫中期翻新列車退役而設立的車站，但僅作為展覽，並不在港鐵營運範圍內，車站於2023年12月21日正式啟用。

## 車站構造

### 樓層
| 地面              | 月台 | \| 側式 · 開左邊车门 \| |
| 側式 · 開左邊车门 |      |                         |

## 歷史

### 中期翻新列車退役

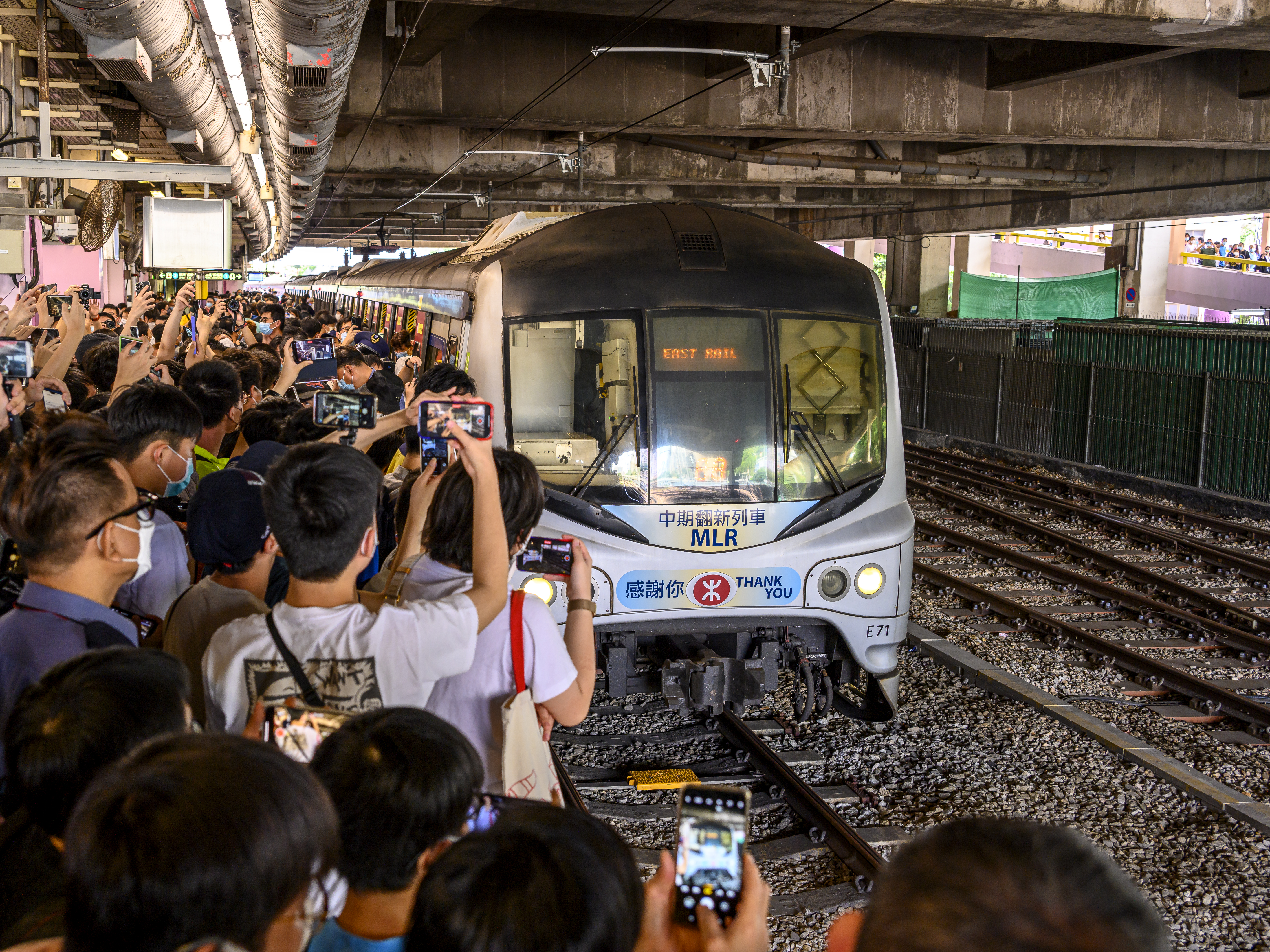
2022年5月6日，港鐵為即將退役的「中期翻新列車」裝設特色佈置，最後在沙田站停留

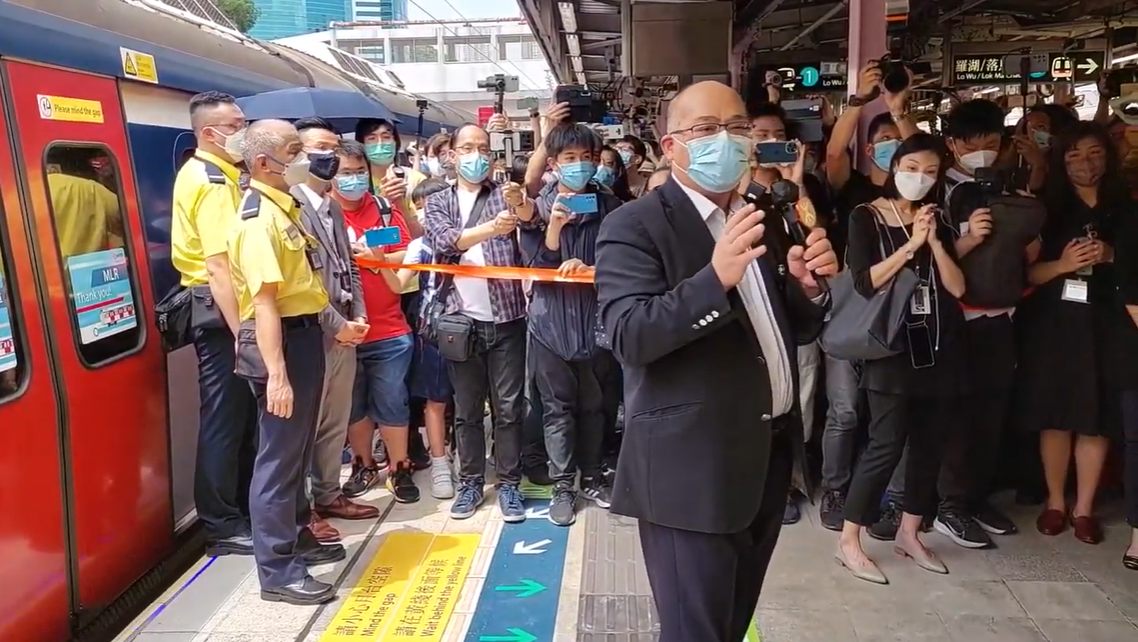
列車扺達沙田站後，港鐵車務總監李家潤發表講話

2022年5月3日，港鐵公司宣布東鐵綫MLR「港鐵中期翻新列車」將於5月6日舉行榮休活動，並於活動後正式退役。同日，港鐵亦在Facebook專頁舉辦有獎問答遊戲，首100名答對所有問題的參加者可獲得限量版中期翻新列車扶手環部件乙個。
2022年5月6日清晨，港鐵在何東樓車廠為即將退役的「中期翻新列車」裝設特色佈置，並於當日早上繁忙時間繼續接載乘客。
大批市民及鐵路迷由中午十二時開始陸續於紅磡站等候乘搭「中期翻新列車」的告別特別班次，而一列負責行駛最後特別班次的12卡列車（E71/E112編組）亦於下午1時正抵達紅磡站，期間吸引大批市民和鐵路迷拍攝記錄和歡呼，該列車在八分鐘後由紅磡站開出前往沙田站，並在行駛期間以車上的廣播系統介紹中期翻新列車的歷史。
該列車在13時25分左右扺達沙田站，港鐵公司其後在該站進行「感謝儀式」，由車務總監李家潤發表講話並高唱生日歌，以慶祝「中期翻新列車」在投入服務40周年當日退役，其後由東鐵綫列車車長代表講述在中期翻新列車上工作的感受，而該公司的過境鐵路總管張志強及企業事務及品牌總監蔡少綿亦分別向東鐵綫車長代表及幸運得獎乘客致送扶手環部件紀念品，亦向其他乘客贈送紀念明信片及貼紙以作留念。
在活動期間，港鐵公司亦將「翻新列車」安排在沙田站暫作停留，而個別乘客亦帶同由九廣鐵路公司發行的刊物及紀念品到場拍攝，最終該列車在下午三時由沙田站一號月台開出，返回何東樓車廠後正式退役。

### 引用
1. ↑  . 香港01. 2022-05-03  [2022-05-03]. （原始内容存档于2022-06-22）.
2. ↑  . 香港財經時報. 2022-05-03  [2022-05-03].
3. ↑  . 香港電台. 2022-05-06  [2022-05-06]. （原始内容存档于2022-06-08）.